# Ficus mollior
Ficus mollior är en mullbärsväxtart som beskrevs av F. Müll. och George Bentham. Ficus mollior ingår i släktet fikonsläktet, och familjen mullbärsväxter. Inga underarter finns listade i Catalogue of Life.